# Konstantine Meladze
Konstantine Meladze (georgiska: კონსტანტინე მელაძე, Konstantine Meladze; ryska: Константин Шотаевич Меладзе, Konstantin Sjotajevitj Meladze; ukrainska: Костянтин Шотайович Меладзе, Kostjantyn Sjotajovytj Meladze) född 11 maj 1963 i Batumi, dåvarande Georgiska SSR, är en ukrainsk-rysk-georgisk kompositör och producent. Konstantin är bror till sångaren Valeri Meladze, och ligger bakom många av hans låtar. Konstantin står även, tillsammans med Dmitrij Kostjuk bakom musikgruppen Via Gra, som de bildade år 2000. Han har även skrivit låtar till bland annat Sofija Rotaru och In-Jan. År 2011 var han med och startade upp programmet "Golos strany". 